# Leiosella ramosa
Leiosella ramosa är en svampdjursart som beskrevs av Patricia R. Bergquist 1995. Leiosella ramosa ingår i släktet Leiosella och familjen Spongiidae.
Artens utbredningsområde är havet kring Nya Kaledonien. Inga underarter finns listade i Catalogue of Life.